# Bienes club
Se llaman bienes club (también bienes artificialmente escasos y bienes de peaje o bienes reservados) aquellos bienes comunes que poseen exclusivilidad pero, en general, no rivalidad -por lo menos hasta el punto que el consumo alcanza congestión. 
En opinión de James M. Buchanan, los bienes comunes se dividen en bienes club y bienes públicos puros. Pueden definirse como aquellos bienes que satisfacen las necesidades a los usuarios libremente en el momento de uso, pero que implican costos compartidos. A menudo son concebidos como administrados como un monopolio natural. 
Ejemplos de bienes club son, obviamente, los que se ofrecen en clubes (incluidos los sociales y religiosos), los cines, los sistemas de televisión por cable, los bienes materiales sujetos a derecho de autor y muchos de los servicios ofrecidos por los Estados modernos a los ciudadanos (financiados a través de impuestos). Desde este punto de vista, algunos consideran incluso la Unión Europea como un “club”.